# Adolf Furtwängler
Adolf Furtwängler (Freiburg im Breisgau, 1853. június 30. – Athén, 1907. október 10.) német régész, művészettörténész. Wilhelm Furtwängler karmester apja. 

## Élete és munkássága
Freiburgban, Münchenben és Lipcsében végezte tanulmányait; több ízben beutazta Görögországot. 1878–79-ben részt vett az olympiai ásatásokon, annak bronzleleteit tanulmányban dolgozta fel (Die Bronzefunde von Olympia). 1879-ben a bonni egyetem magántanárává, majd 1880-ban a berlini Antiquarium (Antikensammlung Berlin) asszisztensévé nevezték ki. A Mükénében végzett ásatások eredményeit a régésztársával, Georg Loeschckével együtt készített Mykenische Thongefässe (1879) és Mykenische Vasen (1886) című munkákban adták ki, ezzel a mükénéi kerámia ismeretének alapjait rakták le. 1880-ban Furtwängler a berlini királyi múzeumok szolgálatába lépett, ott szerezte meg az antik művészet emlékeire vonatkozó alapos tudását és korának egyik legismertebb szaktekintélye lett.
1894-ben a müncheni egyetem meghívására átvette egykori tanára, Heinrich Brunn örökét, a tanszéket, ahol élete végéig működött és tanítványok seregét nevelte fel. Közben a müncheni Glyptothek (az ókori szobrászat múzeuma) és az ottani Antiquarium igazgatója is lett. Élete utolsó éveiben Aegina szigetén vezetett eredményes ásatásokat. Éppen ott dolgozott, amikor megbetegedett és néhány nap múlva meghalt. A régészeti kutatás haladásának az ő akkori munkássága volt a leginkább irányadó tényezője.

## Fő művei
- Die Sammlung Sabouroff (2 kötet, 1883; később franciául is megjelent)
- Beschreibung der Vasensammlung im Antiquarium (2 kötet, 1885)
- Die Bronzen und die übrigen kleineren Funde aus Olympia (2 kötet, Berlin, 1890)
- Meisterwerke der griechischen Plastik (Lipcse, 1893). Egyik legismertebb műve; két évvel később angol átdolgozásban  is megjelent (Masterpieces of Greek Sculpture). Ez a munka a szobrászat fennmaradt emlékeit stíluskritikai elemzés és irodalmi hagyomány szerint írja le. Sikerült új megállapítások és kitűnő jellemzések mellett sok téves értékítéletet is tartalmaz.
- Beschreibung der geschnittenen Steine im Antiquarium (Berlin, 1896)
- Sammlung Somzée (Berlin 1897)
- Griechische Originalstatuen in Venedig (München, 1898)
- Neuere Fälschungen von Antiken (Lipcse, 1899)
- Beschreibung der Glyptothek König Ludwigs I. zu München (München, 1900)
- Die antiken Gemmen. Geschichte der Steinschneidekunst im klassischen Altertum (3 kötet, Lipcse, 1900). Ez a munka az antik kővésés történetének első, alapvető tudományos tárgyalása.
- Griechische Vasenmalerei (Karl Reichhold rajzaival; München, 1904-től és következő években folyt.)
- Ægina. Heiligtum der Aphaia (Thiersch és Fiechter közreműködésével, 1906)

Folyóiratokban, akadémiai kiadványok sorában, lexikális művekben számtalan értekezése jelent meg. Többek között hozzászólt a Tropaeum Traiani körül folyó vitához (Das Tropaion von Adamklissi, 1903). 